# 九条菜月
九条菜月（くじょう なつき、8月11日 - ）は、日本の小説家。山形短期大学国文科卒業。中央公論新社主催の第2回C★NOVELS大賞で『ヴェアヴォルフ オルデンベルク探偵事務所録』が特別賞を受賞し、デビュー。

## 作品リスト

### C★NOVELSファンタジア刊行
- 『オルデンベルク探偵事務所録』（イラスト：伊藤明十） - 完結済み

1. ヴェアヴォルフ　ISBN 412500949X
2. ヴァンピーア ISBN 4125010072
3. ヘクセ(上)　ISBN 9784125010687
4. ヘクセ(下)　ISBN 9784125010724
5. エルの幻想曲(ファンタジア)　ISBN 4125011435

- 『魂葬屋奇談』（イラスト：如月水） - 完結済み

1. 空の欠片　ISBN 4125009597
2. 淡月の夢　ISBN 4125009767
3. 黄昏の異邦人　ISBN 4125009899
4. 追憶の詩　ISBN 9784125010250
5. 螺旋の闇　ISBN 9784125010472
6. 蒼天の翼　ISBN 9784125010502

- 『翼を継ぐ者』（イラスト：キヲー) - 完結済み

1. ＃1 契約の紋章　ISBN 9784125010885
2. ＃2 紋章の騎士　ISBN 9784125011035
3. ＃3 封印の紋章　ISBN 9784125011141
4. ＃4 紋章の覇者　ISBN 9784125011271

- 『華国神記』（イラスト：由貴海里) - 完結済み

1. 奪われた真名 ISBN 9784125011585
2. 妖霧に惑いし者 ISBN 9784125011738
3. 虚空からの声 ISBN 9784125011899
4. 火焔の宴 ISBN 9784125012056
5. 隻眼の護り人 ISBN 9784125012216

- 『蒼穹に響く銃声と終焉の月』（イラスト：伊藤明十）- 完結済み

1. グルア監獄 ISBN 9784125012490
2. 二人の脱獄者 ISBN 9784125012643
3. 支配者の罠 ISBN 9784125012803
4. 孤島の夜明け ISBN 9784125013008

- 『空なき世界〈アルミナ〉』（イラスト：水溜鳥）- 完結済み

1. 転落少女と破壊の獣 ISBN 9784125013169
2. 奮闘少女と自治区の闇 ISBN 9784125013329
3. 疾走少女と終焉の光 ISBN 9784125013442

### 中公文庫刊行
- 『オルデンベルク探偵事務所録』 - C★NOVELSファンタジア版の文庫化。文庫に伴って書き下ろし短編収録。
  - ヴェアヴォルフ ISBN 9784122058293
- 『ゆら心霊相談所』（表紙イラスト：烏羽雨）[2]

1. 消えた恩師とさまよう影 ISBN 9784122062801
2. キャンプ合宿と血染めの手形 ISBN 9784122063396
3. 火の玉寺のファントム ISBN 9784122064072
4. 座敷わらしを連れ戻せ ISBN 9784122064966
5. あの世から花束を ISBN 9784122065949

- 『私の彼は腐ってる』 ISBN 9784122068797